# Штабсшарфюрер

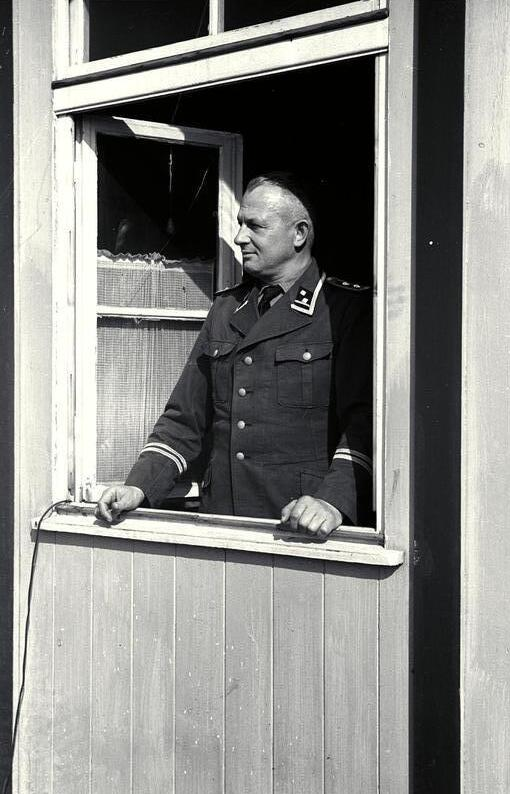
СС-Штабсшарфю́рер

СС-штабсшарфю́рер (нім. SS-Stabsscharführer; Staschf.) — спеціальна військова посада для унтер-офіцерського складу Ваффен-СС, що існувала з 1938 по 1945.
Фактично ранг СС-штабсшарфюрер був одночасно і званням й посадою, що у перекладі означало штабний лідер відділу. Цю посаду займав найстарший представник унтер-офіцерського корпусу військ СС, котрий дорівнював військовому званню в Сухопутних військах Вермахту — штабс-фельдфебелю або обер-фельдфебелю. Особа, яка мала ранг СС-штабсшарфюрера була у військовому званні СС-обершарфюрер (OR-6) або СС-гауптшарфюрер (OR-7).
На СС-штабсшарфюрера зазвичай покладалися обов'язки головного старшини підрозділу СС — роти, батальйону, полку та умовно дорівнювало первісному офіцерському званню унтершарфюрер.
СС-штабсшарфюрер носив вгорі на правому плечі сірої польової форми військ СС спеціальний нарукавний шеврон.